# Shintarō Ide
Shintarō Ide (japanisch 井出 真太郎 Ide Shintarō; * 15. Oktober 2001 in der Präfektur Kanagawa) ist ein japanischer Fußballspieler.

## Karriere
Shintarō Ide erlernte das Fußballspielen in der Jugendmannschaft des J1-League-Erstligisten Yokohama F. Marinos sowie in der Universitätsmannschaft der Toin University of Yokohama. 2022 spielte er mit demToin University of Yokohama FC elfmal in der sechsten Liga, der Kanto Soccer League (Div.2). Seinen ersten Profivertrag unterschrieb er am 1. Februar 2024 beim Tochigi SC. Der Verein aus Utsunomiya spielt in der zweiten Liga. Sein Zweitligadebüt gab Shintaro Ide am 21. April 2024 (11. Spieltag) im Auswärtsspiel gegen den Kagoshima United FC. Bei der 2:1-Niederlage wurde er in der 90. Minute für Harumi Minamino eingewechselt.